# Mueble coral

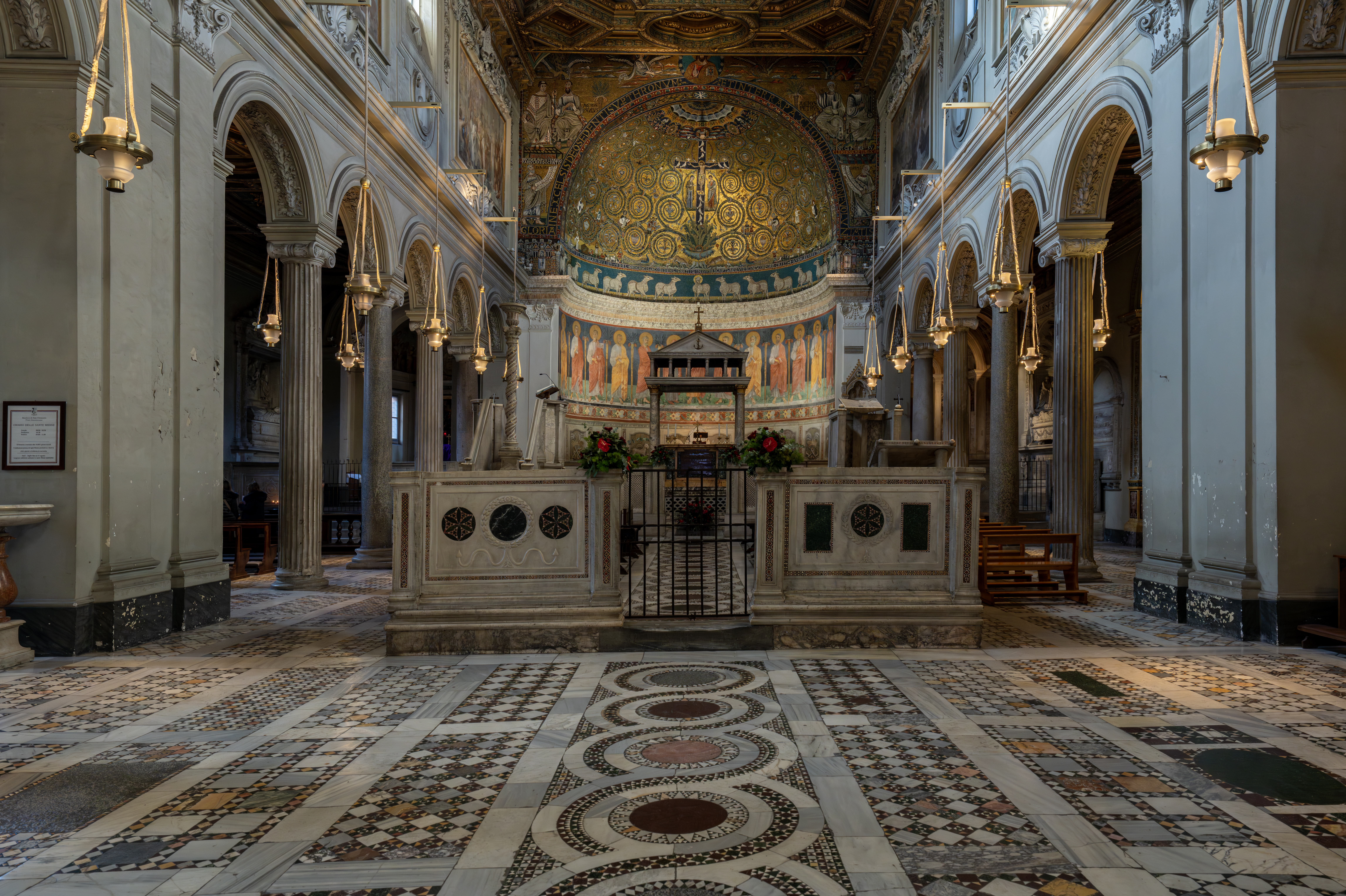
Mueble coral de la Basílica de San Clemente de Letrán en Roma, de los siglos III y XII.

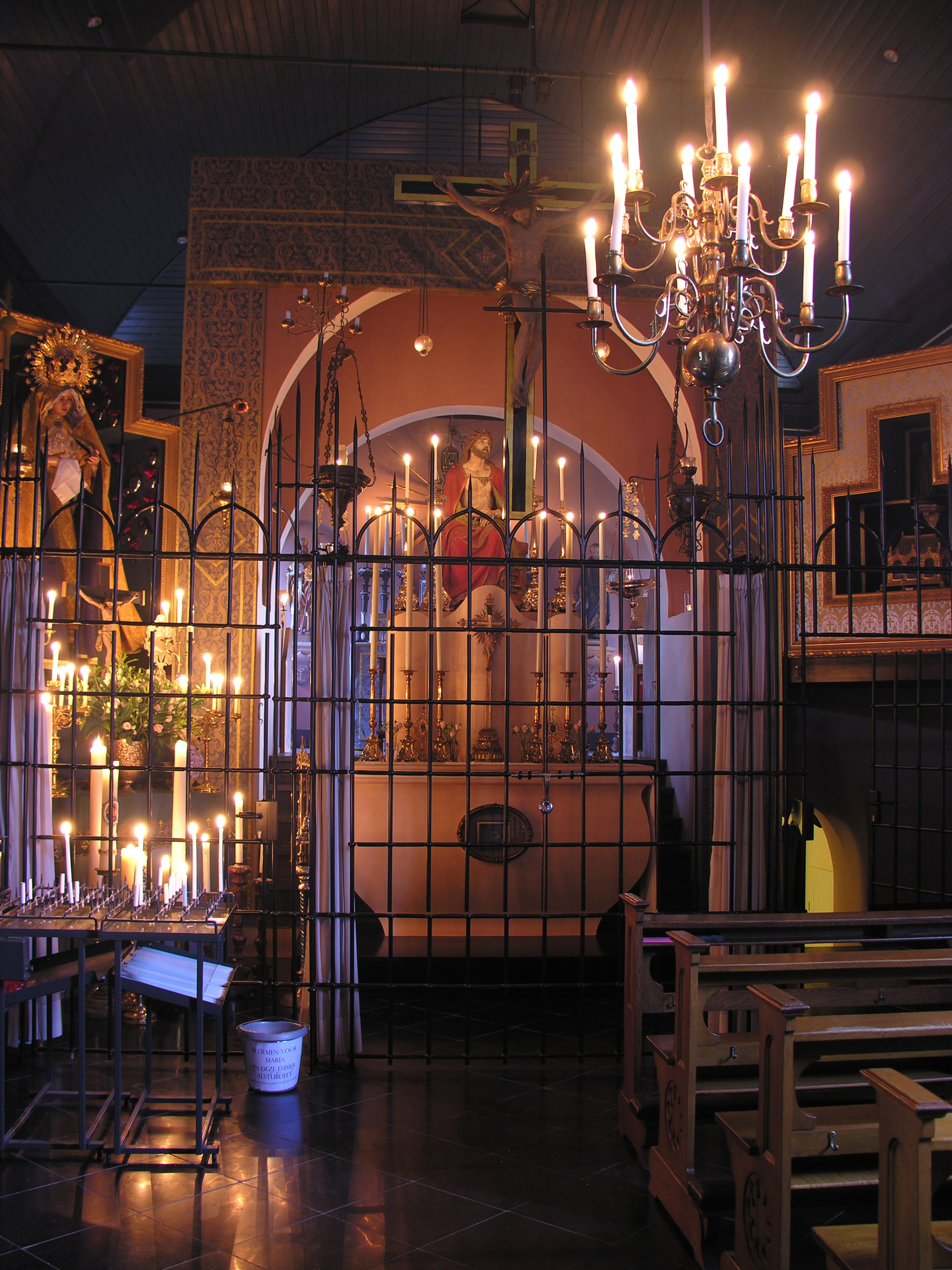
Mueble coral en Warfhuizen.

El mueble coral en el cristianismo es la parte de una iglesia destinada a los prelados, altos dignatarios eclesiásticos y la Schola Cantorum, y está centrada en todos los puestos, que a menudo constituyen el mobiliario más preciado del edificio.
Desde el punto de vista arquitectónico, la parte estructural final de la iglesia está definida por el coro, incorporando el altar mayor.
El mueble coral en las construcciones eclesiásticas de la arquitectura palocristiana y medieval sirve como separación del a menudo abundantemente decorado parapeto de la nave central (área de la iglesia) y el coro (zona del altar), que está situado en el lado oriente, para realizar el canto de la liturgia de las horas.

## Historia
En los orígenes del cristianismo, las persecuciones a los cristianos terminaron gracias al Edicto de Milán redactado en el año 313 por el emperador Constantino el Grande que otorgaba libertad al culto cristiano, se erigieron las primeras basílicas paleocristianas. En ese momento el presbiterio estaba ubicado directamente al final de la nave central. Con el desarrollo de la liturgia y el surgimiento del monacato, también evolucionó la característica arquitectónica conocida como el "coro". El término apareció por primera vez en la obra de escritores de la Iglesia occidental como Isidoro de Sevilla y Honorio de Autun, quienes relacionaron el término con la "corona", es decir, el círculo formado por el clero y los cantores que se reunían alrededor del altar. Fue en este período cuando surgió la necesidad de crear las llamadas sillerías del coro, o bancos corales, es decir asientos o asientos destinados, durante las funciones y oraciones, al “coro” de prelados, altos dignatarios eclesiásticos y la Schola Cantorum.
Luego, el coro pronto se adjuntó al presbiterio. Este último, que en un principio era una simple plataforma elevada en el centro de la nave basilical, fue rodeado de sillería, como todavía se puede ver en la Basílica de Santa María la Mayor en Roma.
Más tarde, con el desarrollo de la arquitectura eclesiástica, que evolucionó y se consolidó especialmente durante las épocas románica y gótica, la iglesia tendió a asumir una planta de cruz, y el presbiterio encontró su punto tradicional en la parte final de la iglesia, más allá del transepto. El coro se ubicó en dos puntos diferentes dentro de la iglesia.
Especialmente en Italia y en el sur de Europa, el coro se encontraba a menudo en el extremo final de la iglesia, alrededor o detrás del altar, y a menudo apoyado contra las paredes del ábside en semicírculo. En el norte de Europa, y especialmente en la arquitectura gótica , el coro se colocaba delante del altar mayor y el presbiterio estaba rodeado por un deambulatorio de una o más naves, y con capillas absidiales, separadas por cierres artesonados ricamente decorados o suntuosas puertas.
Otro ejemplo menos común de colocación del coro es al final de la nave central, antes del crucero. Este tipo de ambientación fue adoptada principalmente por el gótico inglés, de hecho importantes ejemplos son la Abadía de Westminster en Londres y las catedrales de Lincoln y Salisbury. La Basílica de Santa María dei Frari es también un ejemplo importante de esta característica, rara en Italia.
Los detalles arquitectónicos del coro se han desarrollado en relación con su función como lugar donde el oficio divino es recitado y cantado por la hermandad monástica o el cabildo de canónigos. De hecho, el púlpito y el atril también pueden aparecer en esta zona de la iglesia, así como un segundo atril en el centro de la sala capaz de soportar las partituras musicales, y en ocasiones incluso el órgano, montado sobre el Jubé.